# Psocoptera
Pour la classification phylogénétique, voir Psocodea (classification phylogénétique).
Ordre
Taxons de rang inférieur
- †Permopsocida
- Psocomorpha
- Troctomorpha
- Trogiomorpha

Les Psocoptères (Psocoptera) sont un ordre d'Insectes.
Ils ont un développement de type hémimétabole.
On en connaît des traces fossiles remontant au Permien (il y a 248 à 295 millions d'années) et plus de 5 500 espèces ont été décrites, réparties en 41 familles et trois sous-ordres. La plupart ont été très récemment décrites.

## Description et habitat

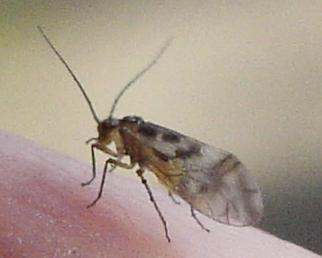
Psocoptère.

Le représentant de cet ordre est le psoque dont la taille dépasse rarement six millimètres. Ces espèces ailées vivent sur les feuilles des arbres et semblent se nourrir davantage de champignons parasites que de tissus foliaires. Certaines espèces aux ailes plus ou moins développées vivent sous les écorces ou sous les pierres et se nourrissent de lichens, de moisissures et de débris divers. Les espèces aptères s'installent dans les habitations et s'attaquent aux vieux papiers. Ces dernières sont connues sous le nom de poux des livres allergisants, et leur prédateur est le pseudoscorpion.

## Taxinomie
Selon Taxonomicon, les espèces se répartissent dans 4 sous-ordres, dont l'un est fossile. Il existe aussi une famille non-classée, les Dasydemellidae et un genre fossile non classé, †Permembia Tillyard, 1928.
Les sous-ordres des Psocomorpha, Troctomorpha ou Trogiomorpha sont groupés parmi l'ordre des Phthiraptera (poux) dans certaines classifications.

### Classification des familles rencontrées en Europe
- Psocomorpha
  - Caeciliusetae
    - Asiopsocoidea
      - Asiopsocidae

    - Caeciliusoidea
      - Amphipsocidae
      - Caeciliusidae
      - Stenopsocidae

  - Epipsocetae
    - Episocidae

  - Homilopsocidea
    - Ectopsocidae
    - Elipsocidae
    - Lachesillidae
    - Mesopsocidae
    - Peripsocidae
    - Philotarsidae
    - Pseudocaeciliidae
    - Trichopsocidae

  - Psocetae
    - Myopsocidae
    - Psocidae
- Troctomorpha
- Trogiomorpha

### Position phylogénétique
- Hexapodes
  - Insectes
    - Archéognathes
    - Cnn (clade non nommé)
      - Thysanoures
      - Ptérygotes
        - Odonates
        - Cnn
          - Éphéméroptères
          - Néoptères
            - Cnn
              - Cnn
                - Dictyoptères
                  - Blattoptères
                    - Isoptères

                  - Mantoptères

                - Plécoptèroïdes
                - Cnn
                  - Orthoptères
                  - Dermaptères
                  - Grylloblattoptères
                  - Embioptères
                  - Phasmides

              - Cnn
                - Zoraptères
                - Cnn
                  - Cnn
                    - Psocoptères
                    - Phthiraptères

                  - Cnn
                    - Hémiptères
                    - Thysanoptères

            - Cnn
              - Cnn
                - Cnn
                  - Strepsiptères
                  - Coléoptères

                - Cnn
                  - Névroptères
                  - Cnn
                    - Rhaphidioptères
                    - Mégaloptères

              - Cnn
                - Hyménoptères
                - Cnn
                  - Cnn
                    - Mécoptères
                    - Cnn
                      - Siphonaptères
                      - Diptères

                  - Amphiesmenoptera
                    - Trichoptères
                    - Lépidoptères